# Московщина (Сумская область)
Московщина (укр. Москівщина) — село,
Долгополовский сельский совет,
Роменский район,
Сумская область,
Украина.
Код КОАТУУ — 5924185804. Население по переписи 2001 года составляло 74 человека .

## Географическое положение
Село Московщина находится на расстоянии в 0,5 км от села Овлаши, в 1-м км от села Житное, в 3-х км — город Ромны.
По селу протекает пересыхающий ручей с запрудой.
Рядом проходят автомобильная дорога Н-07 и 
железная дорога, станция Житне в 1,5 км.

## Экономика
- Молочно-товарная ферма.